# らくらく全手動空間/遊びの学びの静けさの
「らくらく全手動空間/遊びの学びの静けさの」（らくらくぜんしゅどうくうかん/あそびのまなびのしずけさの）は、2011年4月6日にLantisから発売されたシングル。

## 概要
表題曲は、PSPゲーム『涼宮ハルヒちゃんの麻雀』の主題歌として使用されており、同ゲームのヒロイン3人である涼宮ハルヒちゃん、長門有希、朝比奈みくる役の平野綾、茅原実里、後藤邑子が歌っている。なおこの3人でのCDリリースは、「止マレ!」以来1年7ヶ月ぶりとなる。また、CDジャケットには涼宮ハルヒちゃん、長門有希、朝比奈みくるが描かれている。楽曲の雰囲気は、「らくらく全手動空間」はアップテンポなイメージに対し「遊びの学びの静けさの」は黙々と淡々としたイメージという対な雰囲気になっている。
『涼宮ハルヒシリーズ』のCD作品としては初の両A面シングルである。作詞は既存の楽曲と同じく畑亜貴が手掛けている。「らくらく全手動空間」の作曲は初めて同作品の楽曲に携わった前山田健一（前作『止マレ!まで平野綾・茅原実里・後藤邑子の3人でのシングルA面曲の作曲、編曲は全て田代智一と安藤高弘が担当していた）、「遊びの学びの静けさの」の作曲は劇場版『涼宮ハルヒの消失』の主題歌「優しい忘却」を手掛けた伊藤真澄が担当している。
当初の発売日は2011年3月23日であったが、東北地方太平洋沖地震の影響で2011年4月6日に変更された。
2011年4月18日付のオリコン週間シングルチャートで64位を獲得。初動売上は0.09万枚を記録。

## 収録曲
（全作詞：畑亜貴）
1. らくらく全手動空間 [3:51]
歌：涼宮ハルヒちゃん（平野綾）、長門有希（茅原実里）、朝比奈みくる（後藤邑子）
作曲・編曲：前山田健一
2. 遊びの学びの静けさの [3:59]
歌：長門有希（茅原実里）
作曲・編曲：伊藤真澄
3. らくらく全手動空間（off vocal）
4. 遊びの学びの静けさの（off vocal）